# Bitva o Pusanský perimetr
Bitva o Pusanský perimetr je jedno z důležitých střetnutí v korejské válce mezi Severokorejci na jedné straně a vojáky OSN a Jihokorejci na straně druhé, které se odehrálo v srpnu a v září roku 1950 v oblasti okolo města Pusan. Během tohoto střetnutí se podařilo spojeneckým jednotkám zastavit severokorejskou invazi do Jižní Koreje, shromáždit dostatečné zálohy a zahájit protiofenzívu, která ve výsledku vedla k vyhnání Severokorejců z Jižní Koreje a ke zvratu v korejské válce.
Oblast Pusanu se nachází na jihovýchodě Korejského poloostrova a jednalo se o oblast, kam se Severokorejci dostali nejdále během Korejské války. Perimetr se táhl na 230 km a byl pojmenován po přístavním městě Pusan, které bylo jednou z významných dopravních tepen pro transport posil do oblasti. Většinu jeho délky kopíroval tok řeky Nakdonggang, která tvořila přirozenou obrannou linii. Pusanský perimetr sloužil jako předmostí umožňující doplňování zásob a jednotek do oblasti bojů až do září 1950, kdy bylo provedeno vylodění v Inčchonu umožňující protiútok proti severokorejským jednotkám a úspěšný postup na Soul a dále do vnitrozemí Severní Koreje.

## Pozadí
V létě roku 1950 překročila severokorejská vojska demarkační linii u 38. rovnoběžky s cílem násilně sjednotit Koreu pod komunistickou ideologií. V Jižní Koreji dobyli Severokorejci Soul, Inčchon, Osan a postupovali až ke spěšně vybudované jihokorejské obranné linii kolem města Pusan. V té době OSN rozhodla poslat do Koreje vojáky různých států s mandátem OSN na zastavení Severokorejské agrese. Stejně tak i USA, které již měly na území Koreje poradce a množství vojáků. Vrchním velitelem amerických vojáků byl generál Douglas MacArthur známý z druhé světové války. Severní část Perimetru v průběhu bojů byla Severokorejci dobyta, jednotky se stáhly jižněji směrem k Pusanu.
Hlavními opěrnými body perimetru byla města Masan, Tegu a Pusan. Nakonec vyloděním v Inčchonu v září 1950 ulehčilo vojákům v Pusanu a byl jim umožněn postup z oblasti perimetru na sever a západ ve snaze vytlačit Severokorejce.

### Vypuknutí války

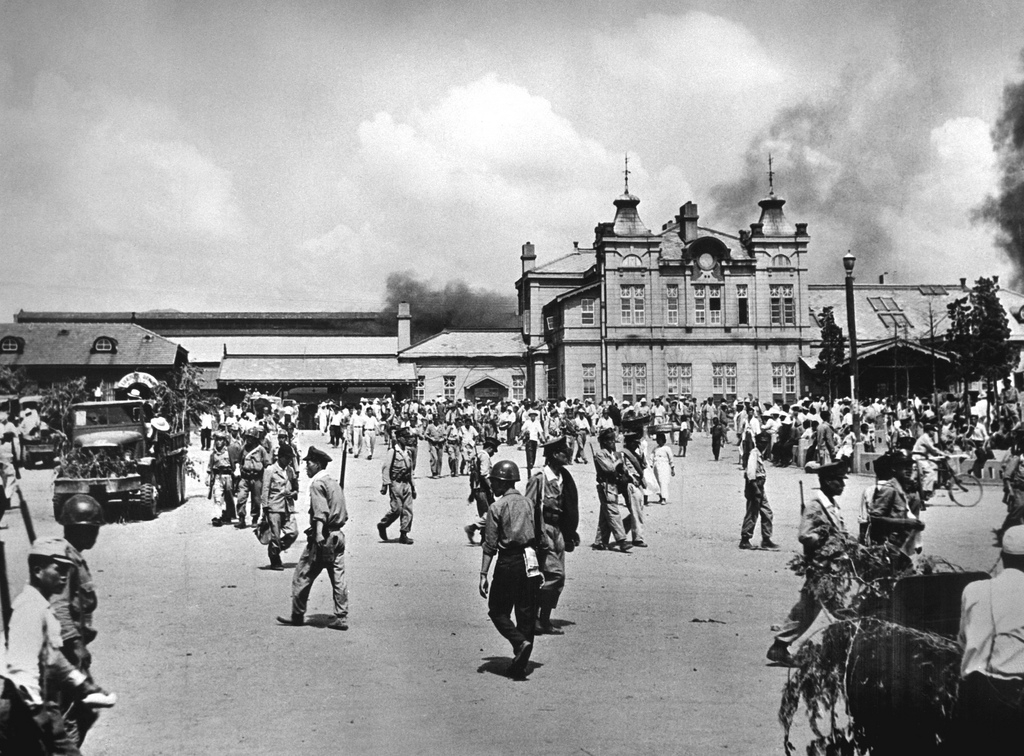
Americké jednotky během ústupu v bitvě o Tedžon

Krátce po vypuknutí Korejské války způsobenou severokorejskou invazí na půdu Jižní Koreje severokorejskými jednotkami rozhodla OSN vyslat vojenské jednotky na pomoc Jižní Koreji. V reakci na toto rozhodnutí následně Spojené státy americké vyslaly na území Korejského poloostrova pozemní jednotky s úkolem bojovat proti invazním jednotkám a zabezpečit Jižní Koreu před kolapsem. Nicméně americké síly na Dálném východě se od konce druhé světové války před pěti lety neustále zmenšovaly, takže v době konfliktu byla nejblíže 24. pěší divize osmé armády Spojených států amerických, která měla velitelství v Japonsku. Divize nebyla v plném stavu a většina jejího vybavení byla zastaralá kvůli škrtům ve vojenském rozpočtu USA v době svého převelení do Jižní Koreje.
24. pěší divize byla první americkou jednotkou vyslanou do Koreje s úkolem sebrat Severokorejcům jejich počáteční moment překvapení z neočekávaného útoku, zadržovat a zpomalovat mnohem početnější severokorejskou armádu, čímž získat čas pro přísun dalších amerických i mezinárodních posil do Koreje. Po několik měsíců sváděla 24. pěší divize boje osamocena v zadržovacích bojích, čímž získala čas pro příjezd americké 7. pěší divize, 25. pěší divize, 1. jízdní divize (1st Cavalry Division) a dalších podpůrných jednotek osmé armády. Záložní jednotky 24. pěší divize utrpěly 5. července těžké ztráty a porážku během bitvy o Osan, během prvního střetnutí americké a severokorejské armády. První měsíc po porážce skupiny vojsk zvané Task Force Smith byli vojáci 24. pěší divize neustále poráženi a zatlačováni více na jih početní a materiální převahou severokorejského vojska. Pluky 24. pěší divize byly systematicky zatlačovány na jih v sérii bitev o Chochiwon, o Čchonan a v bitvě o Pchjongtchek. 24. pěší divize byla zatlačována až do doby bitvy o Tedžon, během čehož byla téměř kompletně zničena, ale neustálým odporem zpomalovala severokorejské jednotky až do 20. července. Tehdy se do oblasti bojů postupně dostávaly další americké jednotky Osmé armády až se americké síly na bojišti téměř vyrovnaly Severokorejcům s tím, že každý den se dopravovaly nové jednotky v rámci mise OSN.

### Postup severokorejské armády

Mapa znázorňující úspěšný postup Severní Koreje. Pusanský perimetr je ohraničená zelená část poloostrova.

S obsazením města Tedžon se Severokorejci začali snažit obklíčit Pusanský perimetr ze všech stran ve snaze ho odříznout. 4. severokorejská divize a 6. pěší divize se vydala na jih v širokém manévru ve snaze prolomit bránící se levé křídlo, severokorejské formace ale byly silně rozptýleny. Jejich útoky ale opakovaně zatlačovaly americké a jihokorejské vojsko z pozic do perimetru.
Na východě severokorejská armáda o síle okolo 89 000 mužů postupovala na území Jižní Koreje v šesti směrech, čímž překvapila armádu Jižní Koreje vedoucí v naprostý vojenský debakl. Menší jihokorejská armáda trpěla nedostatečnou organizací a vybavením a tak nebyla připravená na válku. Početně silnější severokorejská armáda zničila izolované centrum odporu 38 000 jihokorejských vojáků a až pak začala postupovat dále na jih. Většina jihokorejské armády jako odpověď na invazi ustoupila více na jih. 28. června obsadily severokorejská vojska hlavní město Jižní Koreje Soul, čímž se musela jihokorejská vláda a armáda stáhnout ještě více k jihu. I když byly jihokorejské jednotky stále zatlačovány více na jih, zvýšily svůj odpor proti Severokorejcům, čímž se snažily získat co nejvíce času. Znepřátelené korejské armády sváděly bitvy o několik jihokorejských měst, čímž si vzájemně způsobovaly značné ztráty. Jihokorejská armáda ubránila město Jongdok, načež byla ale později vytlačena z města pryč. Jihokorejcům se dále dařilo zdržovat severokorejský útok v rámci bitvy o Andong.
Na západě byly americké jednotky tlačeny opakovaně zpět než se podařilo zastavit nástup severokorejské invaze. Jednotky 3. praporu 29. pěšího pluku, které se čerstvě objevily v Koreje, byl zničeny v Hadongu v koordinovaném útoku ze zálohy severokorejských jednotek 27. července, což vytvořilo mezeru v obraně vedoucí do oblasti Pusanu. Chvíli nato bylo dobyto město Čindžu, což vyústilo k ústupu 19. pěšího pluku a otevření cest na Pusan pro severokorejské jednotky. Americké jednotky byly následně 2. srpna schopné porazit a vytlačit Severokorejce zpět v rámci bitvy o Notch. Vzhledem k utrpěným ztrátám se Severokorejci rozhodli stáhnout z bojů na několik dní, aby mohli dodat posily a vybavení, což umožnilo krátký oddech několika dní pro obě strany bojů. Severokorejci se tak připravovali na závěrečný útok na Pusanský perimetr.

## Předehra

### Terén
Jednotky OSN vytvořily obranný perimetr okolo přístavního města Pusan mezi červencem a srpnem 1950. Přibližně 230 km dlouhý perimetr se táhl od Korejské úžiny k Japonskému moři západně a severně od města Pusan. Na západě byl perimetr přibližně ohraničen řekou Nakdonggang, v jednom místě byl zahnut 24 km směrem k městu Tegu, jelikož zde se řeka stáčela kvůli soutoku s řekou Nam. Severní hranice byla nepravidelná linie, který probíhala horami nad městy Wegwan a Andong k Jongdoku.
Vyjma oblasti delty řeky Nakdonggang na jihu a údolím mezi městy Tegu a Pchohang, byl terén členitý a hornatý. Severovýchodně od Pchohangu okolo jihokorejské hranice byl terén obzvláště zrádný a pohyb v tomto prostoru byl velice obtížný. Proto se rozhodlo vedení OSN využít tyto přírodní překážky jako významné obranné prvky, které umožňovaly vytvořit přírodní obrannou linii. Nicméně takto členitý terén taktéž ztěžoval komunikaci mezi bránícími se jednotkami na severu.
Jednotky pod vedením OSN taktéž strádaly v této oblasti vlivem horka v létě, jelikož tato oblast měla jen řídký porost vegetace a málo čisté a pitné vody. Ke všemu oblast Korejského poloostrova zasáhla v roce 1950 vlna sucha, načež srážky v oblasti bojů dosáhly pouze 12,5 cm, namísto obvyklých 51 cm mezi červencem až srpnem. V kombinaci s teplotami dosahující 40 °C způsobilo horko a sucho velký počet obětí hlavně mezi Američany, kteří na podobné podmínky nebyli zvyklí.

### Bojující jednotky

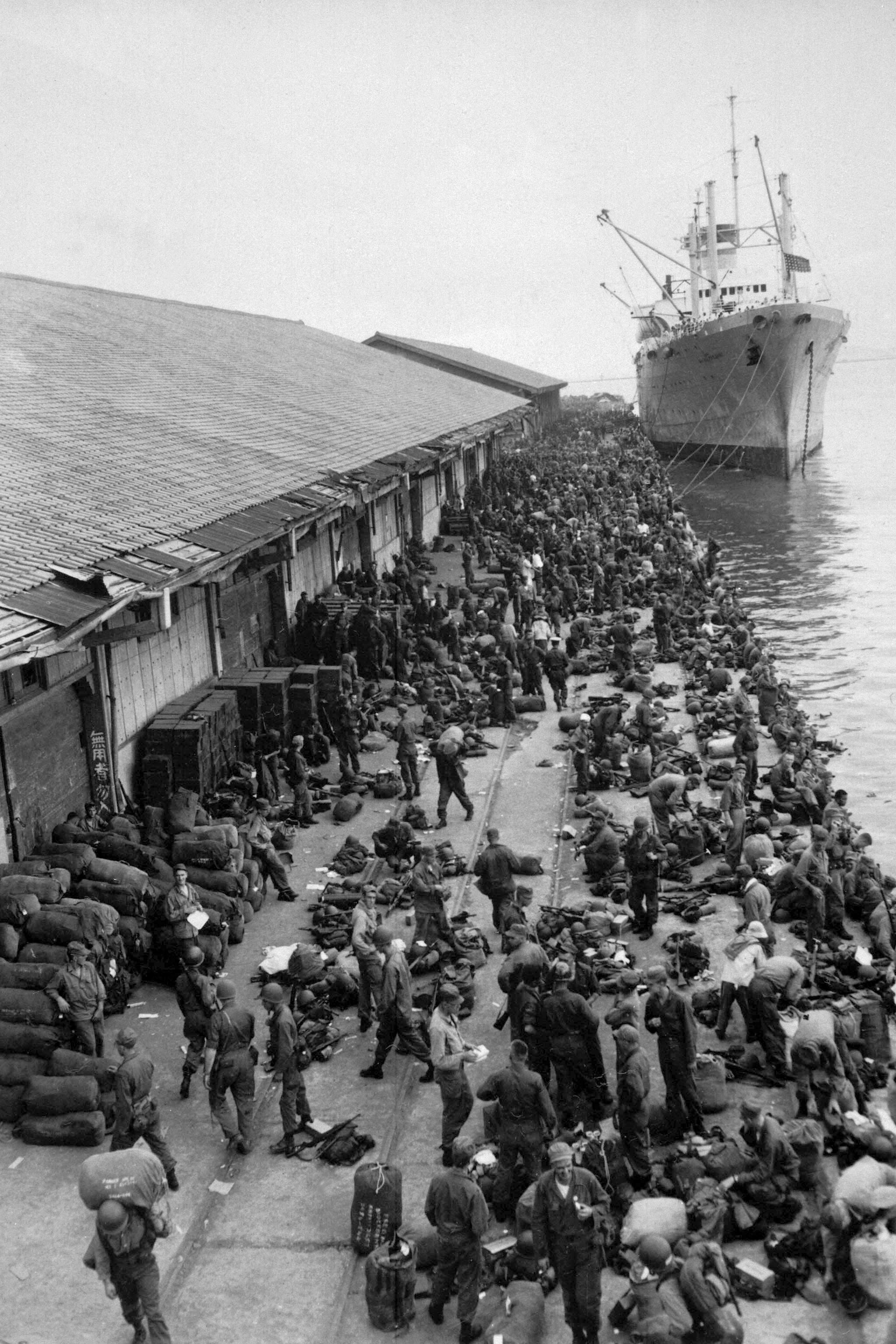
Vylodění jednotek OSN v Koreji

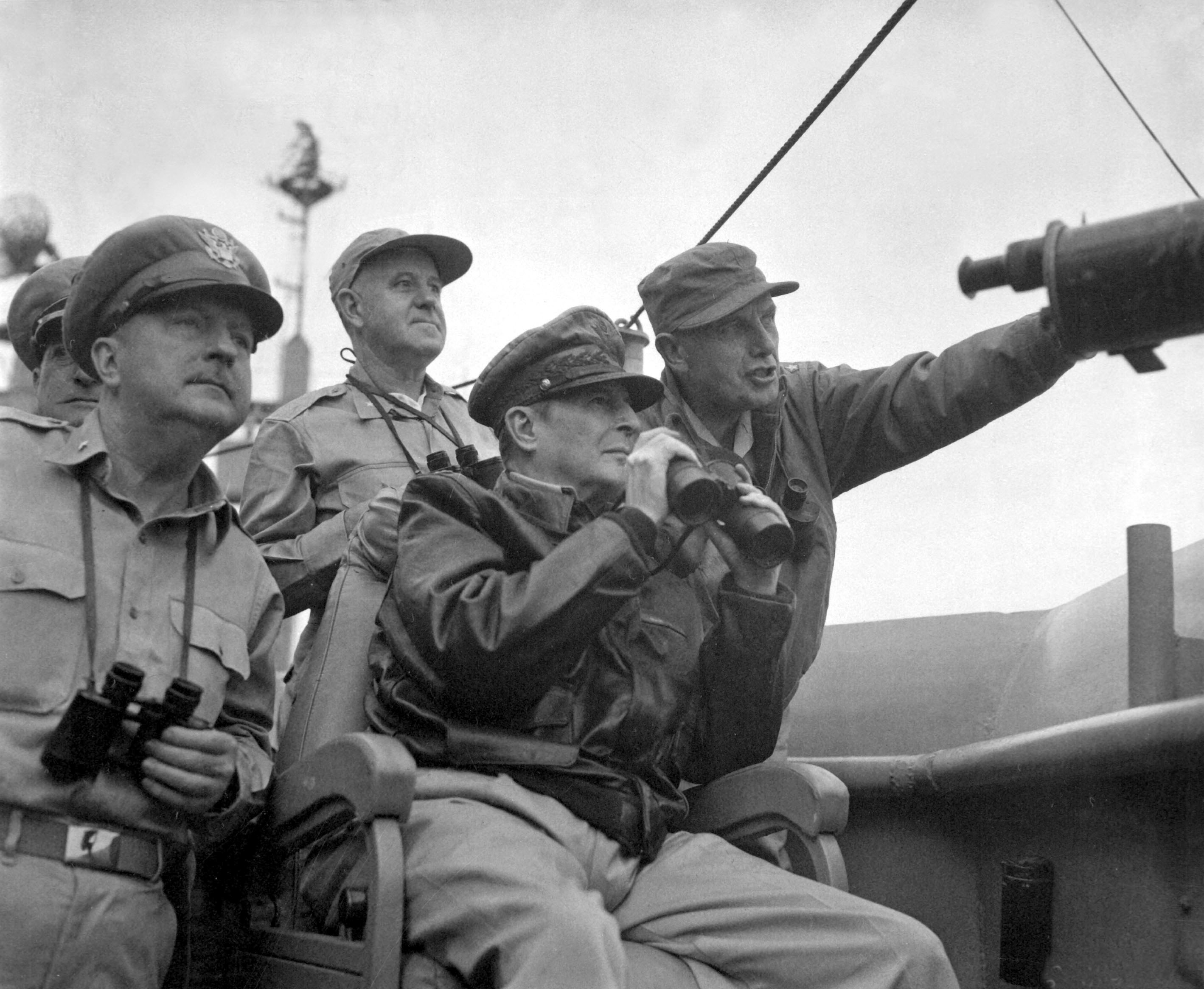
Pětihvězdičkový generál Douglas MacArthur (uprostřed) udílel rozkazy jednotkám OSN v průběhu bitvy o Pusanský perimetr.

Jednotky severokorejské lidové armády byly organizovány do mechanizovaných kombinovaných jednotek o síle deseti divizí, v červenci původně čítající okolo 90 000 dobře trénovaných a vyzbrojených mužů s několika stovkami tanků T-34. Nicméně obranné akce Američanů a Jihokorejců zadržely velké množství Severokorejských jednotek během invaze do Jižní Koreje, odhadem 58 000 vojáků a velké množství tanků. Ve snaze nahradit tyto ztráty povolali do zbraně Severokorejci méně zkušené jednotky a vojáky základní vojenské služby, z nichž mnozí byli naverbování z dobytých území Jižní Koreje. V průběhu bitvy o Pusanský perimetr poslali Severokorejci do boje 13 pěších a jednu obrněnou divizi.
Jednotky Organizace spojených národů byly organizovány pod velením Armády Spojených států amerických. Osmá armáda Spojených států sloužila jako hlavní část jednotkám OSN a její velitelství se nacházelo ve městě Tegu. Nacházely se zde tři slabé americké divize: 24. pěší divize byla do země povolána začátkem července, kdežto divize 1. jízdní kavalérie a 25. pěší divize dorazily mezi 14. až 18. červencem. Tyto jednotky byly rozmístěné na západní části perimetru podél řeky Nakdonggang. Armáda Jižní Koreje čítající 58 000 mužů byla organizována do dvou armádních sborů a pěti divizí; od východu na západ to byly I. armádní sbor velící 8. pěší divizi a jihokorejské Capital Mechanized Infantry Division zatímco II. armádní sbor velel 1. pěší divizi a 6. pěší divizi. Rekonstituovaná jihokorejská 3. pěší divize byla umístěna pod přímé velení jihokorejské armády. V tento moment byla ke všemu bojová morálka napříč jednotkami Organizace spojených národů velmi nízká vlivem velkého počtu utrpěných porážek. Americká armáda utrpěla ztráty přibližně 6 000 mužů během posledního měsíce, zatímco ztráty jihokorejské armády se odhadují na 70 000.
Počty jednotek je pro počátek tažení těžko určitelný jak pro americkou stranu, tak i pro Severokorejce. Pozdější výzkumy naznačují, že Severokorejci disponovali okolo 70 000 vojáky nasazených v oblasti Pusanského perimetru k 5. srpnu, i když většina jejich divizí byla početně oslabena. Pravděpodobně disponovala 3 000 vojáky v mechanizovaných jednotkách a okolo 40 kusů tanků T-34, což bylo dáno masivními ztrátami v průběhu války. Naproti tomu MacArthur udával počet jednotek Organizace spojených národů v Jižní Koreji na 141 808 ke dni 4. srpna, z čehož 47 000 bylo příslušníků amerických pozemních bojových jednotek a 45 000 příslušníků armády Jižní Koreje. Tudíž jednotky OSN početně převyšovaly Severokorejce. Jednotky OSN měly taktéž naprostou převahu ve vzduchu a na moři v průběhu boje a Letectvo Spojených států amerických společně s Námořnictvem Spojených států amerických bylo schopno podporovat a zásobovat bojující pozemní jednotky po celou dobu trvání bitvy. Několik stovek stíhacích bombardérů z Fifth Air Force bylo umístěno poblíž pobřeží na palubě letadlových lodí USS Valley Forge (CV-45) a USS Philippine Sea (CV-47). Ke konci bitvy měla americká Osmá armáda větší leteckou podporu, než se dočkal generál Omar Bradley se svojí Twelfth United States Army Group v průběhu tažení do Evropy během druhé světové války.
Od jihu po severovýchod, Severokorejské jednotky stojící proti jednotkám OSN byly 83. motorizovaný pluk 105. obrněné divize, dále 6. divize, 4. divize, 3. divize, 2. divize, 15. divize, 1. divize, 13. divize, 8. divize, 12. divize, 5. divize a 766. nezávislý pěší pluk (Independent Infantry Regiment).
Během září 1950, jak zuřila bitva, další jednotky OSN přicházely ze Spojených států a dalších oblastí. 2. pěší divize, 5th Regimental Combat Team a 1st Provisional Marine Brigade a brigáda britské armády se zapojily do bojů v oblasti Pusanského perimetru. Tyto jednotky měly početné čerstvé síly a množství vybavení, včetně 500 tanků. Na konci bitvy Osmá armáda se ze tří neúplných divizí stala silou čítající 4 formace v plných stavech, které byly dobře materiálně vybavené a připravené na válku. Na konci bitvy se do oblasti dostala ještě 27th British Commonwealth Brigade, která asistovala americkým a jihokorejským jednotkám.

## Bitva

### Obranné pozice

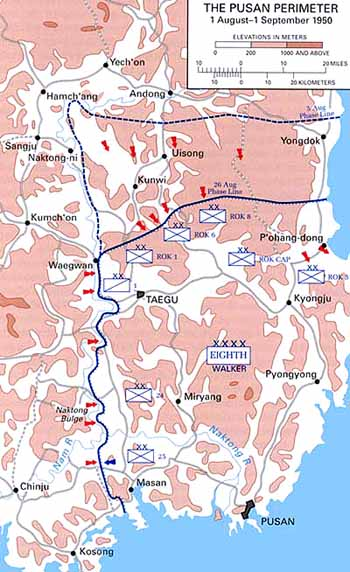
Mapa Pusanského perimetru, stav srpen 1950

1. srpna vydala Osmá armáda provozní směrnici pro všechny jednotky OSN v Koreji ohledně jejich plánovaného stažení východně od řeky Nakdonggang. Jednotky OSN zde měly sestavit hlavní obrannou linii za tím, co bylo nazváno Pusanský perimetr. Záměrem stažení bylo vytvořit obrannou linii, která by zadržela severokorejskou armádu v postupu a získala čas pro americkou armádu, která shromažďovala své jednotky pro plánovaný protiútok. Perimetr byl posledním obranným postavením jednotek OSN, které během prvního měsíce války zažívala jednu porážku za druhou; jakékoliv další stažení by mělo za následek významné ztráty Osmé armády. Americká 25. pěší divize držela nejjižnější křídlo u Masanu, zatímco americká 24. pěší divize se stáhla k Kočchangu. Divize 1. jízdní kavalérie se stáhla k Wegwanu. Během ústupu zničily americké jednotky všechny mosty přes řeku Nektong. Na jednom mostě v sektoru, který bránila 1. jízdní kavalérie, se velitel divize snažil vyčistit několikrát most od uprchlíků, jelikož byl plánován jeho odstřel. Nicméně i přes varování a několik pokusů o vyklizení mostu uprchlíci stále přes něj proudili, načež velitel i přes to rozhodl o odstřelu mostu, aby zabránil severokorejcům překročit řeku. Odstřel mostu měl za následek smrt několika stovek uprchlíků, kteří se ho i nadále snažili překročit.
Hlavním záměrem plánu OSN bylo udržet přístav Pusan, do kterého proudily neustále čerstvé posily a zásoby z Japonska a USA. V oblasti přístavu bylo taktéž několik letišť, které umožňovaly dopravovat do oblasti bojů další zásoby. Nicméně význam letišť postupně klesal s tím, jak se v přístavu podařilo postavit těžké jeřáby schopné vykládat z lodí i těžké zbraně. Podobně jako v případě druhé světové války, kdy fungoval tzv. Red Ball Express, tak i v Jižní Koreji se podařilo vytvořit podobný systém, který umožňoval efektivní transport zásob z oblasti Pusanu na frontovou linii. Stovky lodí připlouvaly do Pusanu každým měsícem, například v červenci se jednalo o 230 plavidel a množství každoměsíčně narůstalo. 24. července OSN ustanovilo nejvyšší velení pod vedením Douglase MacArhura se sídlem v japonském Tokiu. Naproti tomu severokorejské jednotky strádaly vlivem roztažených zásobovacích linií, což zmenšilo jejich bojovou akceschopnost.
Severokorejské jednotky měly 4 možné cesty jak vstoupit do oblasti perimetru. Od jihu mohly projít skrze město Masan okolo soutoku řek Nam a Nakdonggang a pak postupovat na výběžek Nakdonggangu, další možností bylo postupovat podél kolejí do Mirjangu, skrze silnici na Tegu na severu či skrze Kongdžu. Severokorejské jednotky nakonec zahájily velkou ofenzívu v srpnu, během které zaútočily na všech částech fronty. Výsledkem toho nebyla bitva o Pusanský perimetr jediná bitva, ale namísto toho série velkých střetnutí mezi vojsky OSN a Severokorejci na celém obvodu perimetru.

### Protiofenzíva

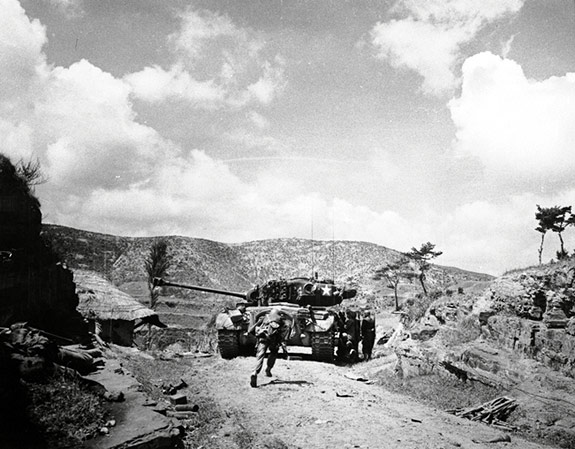
Americký tank M26 Pershing západně od Masanu

Generál Walker a jeho Osmá armáda začala připravovat protiofenzívu, první na straně OSN ve válce, na srpen. Protiofenzíva měla odstartovat útokem amerických rezerv do oblasti Masan s cílem zabezpečit Čindžu od severokorejské 6. divize. Následovat měl větší všeobecný tlak v polovičce měsíce v oblasti řeky Kum. Jedním z jeho cílů bylo prorazit předpokládané oslabené jednotky nedaleko oblasti Tegu a tím donutit část Severokorejců k ústupu na jih. 6. srpna obdržela Osmá armáda příkaz zaútočit údernou skupinou „Task Force Kean“ (složenou z 25. divize, částí 27. pěší divize a praporem polního dělostřelectva s 5. plukem bojového uskupení (5th Regimental Combat Team) a připojeným 1st Provisional Marine Brigade. Uskupení disponovalo přibližně 20 000 muži. Plán útoku požadoval přesun jednotek západně z pozic držících poblíž Masanu, zmocnit se průsmyku Čindžu a zabezpečit linii až k řece Nam. Nicméně útok spoléhal na příjezd celé 2. pěší divize a taktéž na třech praporech amerických tanků.
Task Force Kean započal útok 7. srpna pohybem z oblasti Masan. U Notche, místa předchozí bitvy, 35. pěší pluk Spojených států amerických se setkal se Severokorejskou pěchotou, kterou porazil a které způsobil ztráty o počtu 500 mužů. Útočící jednotky rychle postupovaly na Pansong, čímž způsobily Severokorejcům ztrátu dalších 350 mužů. Následně americké jednotky obsadily ústředí severokorejské 6. divize. Nicméně zbytek útočících jednotek byla zpomalena nepřátelským odporem. Američané pokračovaly v tlaku v oblasti Chindong-ni, což vedlo k nepřehledné bitvě, kde se roztříštěné síly musely spoléhat na nálety a bombardování v rámci zachování bojové efektivity. Ofenzíva Američanů v podstatě narazila na severokorejskou ofenzívu 6. divize.
Těžké boje pokračovaly v oblasti po tři dny. Američané byli připraveni znovu dobýt Čindžu 9. srpna. Americké pozemní jednotky podporované letectvem zpočátku zaznamenaly rychlý postup i přes těžký severokorejský odpor. 10. srpna se Američanům podařilo nedopatřením objevit severokorejský 83. motorizovaný pluk 105. obrněné divize. Americká letadla Vought F4U Corsair z 1st Marine Aircraft Wing opakovaně napadala ustupující severokorejské kolony, čímž způsobily ztrátu 200 mužů a zničení okolo 100 vozidel pluku. Nicméně 1st Provisional Marine Brigade byla stažena z boje 12. srpna na jiný úsek perimetru. Zbytek útočících Američanů pokračovala v postupu vpřed podporována námořním dělostřelectvem a polním dělostřelectvem, čímž obsadili Chondong-ni. Nicméně Osmá armáda byla několikrát požádána o jednotky, které by byly nasazeny na jiným úseku fronty, částečně ve výběžku Nektong.
Snaha přesunout 25. pěší divizi skrz údolí se utopila v bahně v noci z 10. na 11. srpna a k ránu byla napadena severokorejskými jednotkami, což donutilo Američany ustoupit do vyšších pozic. Ve zmatku ustupujících amerických řad se povedlo severokorejským tankům prorazit zátarasy a zaútočit na americké předsunuté dělostřelecké jednotky. Překvapivý útok byl úspěšný a zničil většinu 555. a 90. polního dělostřeleckého praporu s většinou jejich vybavení. Obě strany v místě bojiště nasadily tanky a američtí vojáci využívali i nadále leteckou podporu, ale ani jedna strana nebyla schopna vytvořit dostatečný tlak bez toho, aniž by neměla významné ztráty. Američanům se nedařilo znovu dobýt ztracené pozice a tyto pokusy jim způsobovaly značné ztráty. Později během vyšetřování, když byla oblast konečně Američany dobyta, vyšlo najevo, že 75 mužů, 55 z 555. a 20 z 90. polního praporu dělostřelectva bylo Severokorejci popraveno. Američani byli donuceni ustoupit zpět k Masanu, neschopni udržet získané území, a 14. srpna se tak dostali přibližně na stejné pozice, na kterých se nacházeli v době započetí protiofenzívy.
Útočná skupina Kean selhala ve svém úkolu přesměrovat severokorejské jednotky ze severu a taktéž selhala v úkolu dosáhnout průsmyku Čindžu, nicméně ofenzíva zvedla výrazně morálku mezi jednotkami 25. pěší divize, což se pozitivně projevilo v dalších střetnutích. 6. divize byla zredukována na 3 až 4 000 mužů a tak musela doplnit své řady jihokorejskými odvedenci základní služby z Andongu. Boje pokračovaly v této oblasti po zbytek měsíce.

### Nakdonggangský výběžek

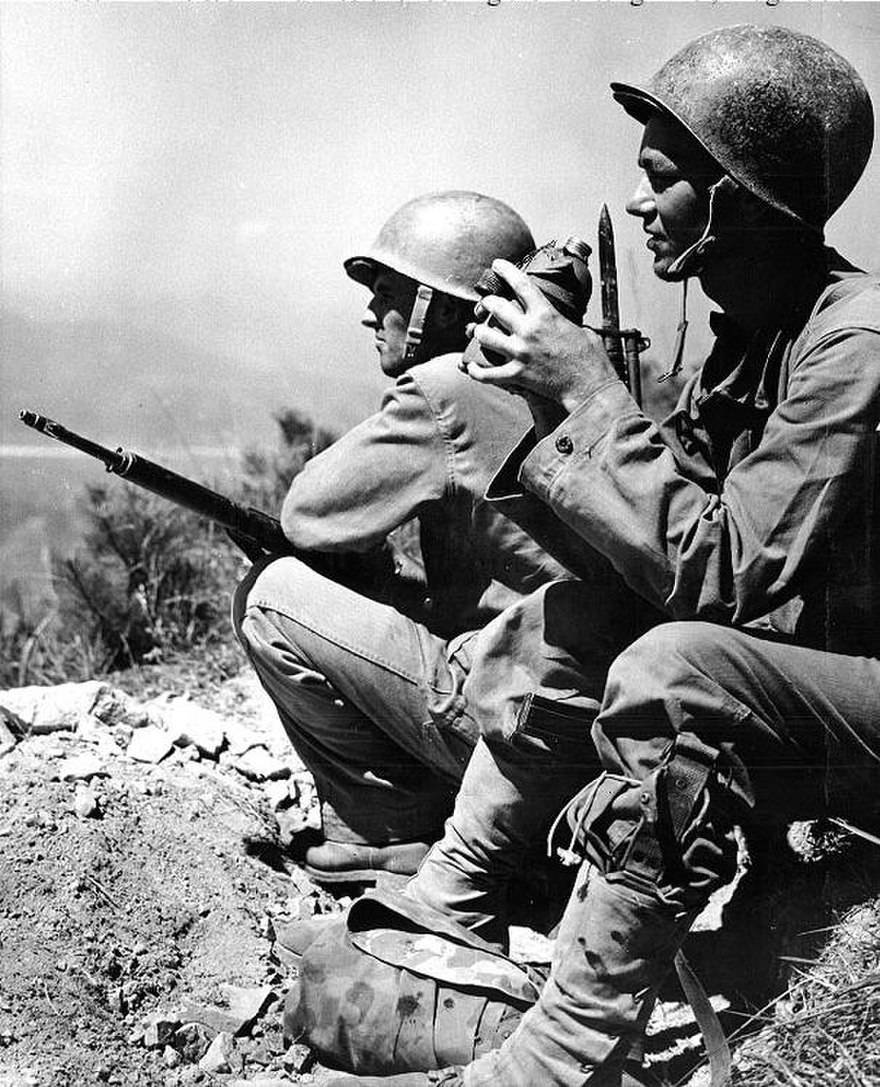
Američtí příslušníci námořní pěchoty na nově dobyté pozici hledí přes řeku Nakdonggang, 19. srpna

Okolo 11 kilometrů severně od místa, kde se řeka Nakdonggang otáčí na východ a řeka Nam se do ní vlévá, Nakdonggang se stáčí západně vůči Jongsanu v široké půlkruhové zatáčce. Po většinu tohoto úseku je řeka Nakdonggang 400 metrů široká a necelé dva metry hluboká, což umožňovalo překročit řeku pěchotě, ale nikoliv už vozidlům, které potřebovaly při překročení řeky pomoc. Celá oblast byla protkána sítí observatoří, kterou vybudovali Američané 24. pěší divize umožňující jim sledovat celou oblast řeky. Jednotky v týlu mohly být snadno vrženy na jakýkoliv úsek fronty, kde by hrozilo proražení severokorejskými jednotkami. Dělostřelectvo a minomety byly taktéž rozprostřeny po celém úseku fronty, takže mohly pálit na jakékoliv místo v oblasti. Divize byla extrémně rozptýlená, stavově podhodnocena a představovala tak velice slabé místo v obranné linii.
O půlnoci z 5. na 6. srpna 800 severokorejských vojáků 3. praporu, 16. pluku přebrodilo se zbraněmi a zásobami nad hlavou či na vorech řeku v oblasti Ohang přibližně 5,5 kilometru jižně od Pugong-ni a západně od Jongsanu, kde se nacházel přívoz. Druhá skupina Severokorejců se pokusila přebrodit řeku dále na severu, ale byla zatlačena zpět palbou z kulometů a dělostřelectvem. Okolo 2:00 6. srpna se Severokorejci se dostali do potyčky s 3. plukem ze 34. pěší divize, načež postoupily po krátkém boji pokoušejíc se prorazit linii k Jongsanu. Severokorejská pěchota tlačila americký 3. pluk zpět, načež americký pluk opustil své velitelské stanoviště ve snaze zkonsolidovat své pozice. Severokorejský útok zaskočil Američany, jelikož ti čekali nepřátelský útok více severně. Důsledkem toho byli Severokorejci schopni se zmocnit velkého množství amerického vybaveni. Vlivem útoku hrozilo, že by mohlo dojít k rozdělení americké obranné linie a přerušení zásobovacích linií na sever.
Plukovní velitelství nařídilo 1. praporu zahájit proti Severokorejcům protiútok. Jakmile dosáhl 1. prapor dřívější velitelské stanoviště 3. pluku, byli napadeni Severokorejci nacházejícími se ve vyvýšeném terénu. To vedlo k vysokým ztrátám v rotě C (přes polovičku roty), která dorazila na místo jako první. Rota A a B zaútočila na severokorejské pozice s tanky a obrněnými vozidly, čímž vysvobodily rotu C. Okolo 20:00 rota A se dostala do kontaktu s rotou L ze 3. praporu, která se stále nacházela na své pozici u řeky. Ta hlásila, že Severokorejci prošli na sever směrem na východ od řek Jongsan-Nakdonggang k silnici jdoucí ke kopci Cloverleaf a že se jim zatím nepovedlo překročit silnici jdoucí od pohoří Obong-ni. Severokorejci pronikly přibližně 5 km východně od řeky Nakdonggang a napůl cesty k Jongsanu.
Americká protiofenzíva pokračovala až do rána 7. srpna, ale postup byl zbrzďován nedostatkem vody, jídla a horkem. Severokorejci i přes protiofenzívu byli schopni postupovat a získat kopec Cloverleaf a oblast Oblong-ni Ridge, důležitý členitý terén čnící nad hlavní silnicí procházející oblastí. V 16:00 téhož dne americký 9. pěší pluk, 2. pěší divize a nově příchozí jednotky byli poslány na pomoc do oblasti, načež byly okamžitě poslány do boje o vzniklý nepřátelský výběžek. Příslušníci 9. pěšího pluku představovaly novou sílu na bitevním poli, kteří byli odpočati a dobře vyzbrojeni. Nicméně se jednalo o nezkušenou jednotku v jejíchž řadách sloužilo vysoké procento amerických rezervistů. I přes houževnatý útok se příslušníkům 9. pěšího pluku podařilo dobýt jen část kopce Cloverleaf, načež zintenzivnění bojů zastavilo jejich další postup.
Ve snaze zničit severokorejské předmostí, generál Church soustředil velké množství jednotek pod vedením 9. pěšího pluku. Útočná skupina nazvaná „Task Force Hill“ se skládala z 9., 19. a 34. pěšího pluku, z 1. praporu, 21. pěšího a z podpory dělostřelectva a dalších podpůrných jednotek. Dle plánu měli být Severokorejci vytlačeni z východního břehu 11. srpna. Velení nad jednotkami připadlo na plukovníka Johna G. Hilla, velitele 9. pěšího pluku.

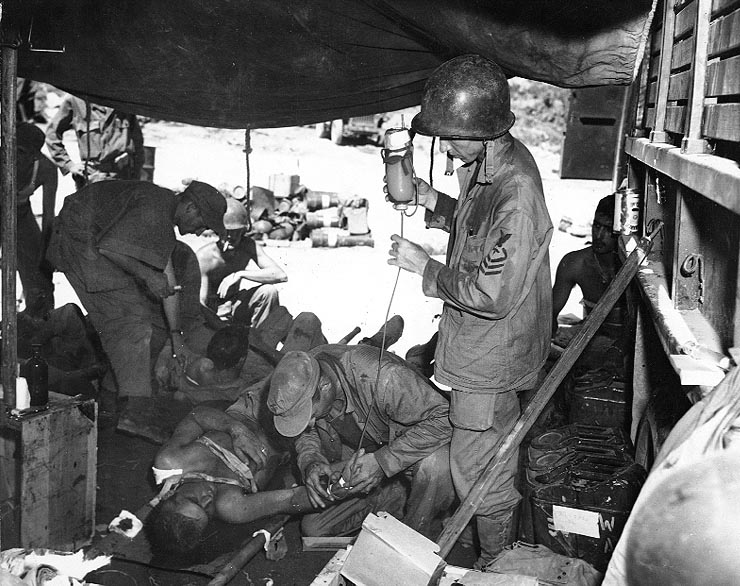
Příslušníci americké námořní pěchoty jsou ošetřování po zranění utrženém na frontě, 17. srpna

Severokorejská 4. divize mezi tím postavila pod hladinou řeky most z pytlů z písku, klád a kamene. Tato dopravní spojnice přes řeku umožňovala útočícím severokorejským jednotkám přesunout do oblasti nákladní auta a těžké dělostřelectvo a taktéž umožnit snazší transport pěchoty a několika tanků. Ráno 10. srpna byly na východním břehu řeky pravděpodobně již 2 severokorejské pluky, které obsadily opevněné pozice. Vyjma mostu se k zásobování útoku využívaly i nadále vory. Severokorejci byli následně opět napadeni protiútokem jednotek OSN, ale jejich postup byl nevýrazný kvůli severokorejskému dělostřelectvu. Jejich postup byl nakonec zastaven a jednotky OSN se musely zakopat. K večeru téhož dne překročila již celá severokorejská 4. divize řeku. 10. srpna se část severokorejských jednotek začala přesouvat směrem na jih podél amerických linií, čímž severokorejci obešly americké jednotky sdružené do útvaru „Task Force Hill“. Následujícího dne části rozptýlených severokorejských jednotek zaútočily na Jongsan. Útoky Severokorejců na americká postavení probíhala opakovaně v noci, kdy Američané odpočívali, což jim způsobovalo značné problémy v obraně pozic.
První provizorní námořní brigáda (1st Marine Provisional Brigade) ve spojení s útvarem „Task Force Hill“ započala 17. srpna velkou ofenzívu na kopec Cloverleaf a Obong-ni. Útok započal za výrazné podpory letectva a dělostřelectva v 8:00. Američani proti Severokorejcům nasadili veškerou techniku, kterou měli k dispozici: dělostřelectvo, minomety, nálety a tanky M26 Pershing podporující pěchotu a námořní pěchotu.
První nápor americké námořní pěchoty zadržel severokorejský houževnatý odpor, což vedlo americké dělostřelectvo k těžkému ostřelování kopce Cloverleaf, což donutilo Severokorejce se z oblasti stáhnout dříve, než dorazil kombinovaný útok americké námořní pěchoty a útočné skupiny Task Force Hill. Námořní pěchota se postupně přibližovala k Obonb-ni ničící na svazích kopců za pomoci leteckých náletů a hradby tanků severokorejský odpor. Nicméně tento postup byl vykoupen jen za cenu těžkých ztrát, takže se námořní pěchota musela po prvním útoku stáhnout. Severokorejský 18. pluk odpovědný za obranu kopce následně započal protiútok ve snaze zatlačit stahující se námořní pěchotu zpět. Snaha opět přerušit americké dodávky zásob a využití momentu překvapení, což byla taktika do této fáze války pro Severokorejce úspěšná, tentokrát útočící divizi nevyšla, jelikož útok stál proti obrovské materiální převaze amerických jednotek. Protiofenzíva tak vedla k velkým ztrátám v řadách Severokorejců.
K večeru 18. srpna byla 4. severokorejská divize zničena americkými jednotkami, k čemuž pomohl i velký počet dezertérů z řad Severokorejců během boje. Výsledkem bylo opětovné získání kopce Cloverleaf a oblasti Obong-ni Američany. Roztroušené jednotky severokorejských vojáků se snažili zpět překročit řeku Nakdonggang za neustálého napadání ze strany amerických letadel a dělostřelecké palby. Následující den byly zbytky 4. divize kompletně staženy zpět přes řeku. Ustupující jednotky za sebou nechaly velký počet dělostřeleckého vybavení a výzbroje, které v následujících bojích bylo použito Američany.

### Východní koridor
Přibližně 32 kilometrů jižně od města Pchohang na východním pobřeží se nacházelo město Kjongdžu, které bylo strategickým železničním a silničním uzlem ležící uvnitř trojúhelníku vytyčeným místy Tegu–Pchohang–Pusan uvnitř Pusanského perimetru. Případné získání Pchohangu a blízkého letiště Yonil, které bylo využíván americkým letectvem Dálného východu, by umožnilo Severokorejcům projít snadno průchodným a nebráněným koridorem přímo na jih skrz Kjongdžu na přístav Pusan. Generál Walker měl pouze lehce opevněnou část východního koridoru, jelikož severokorejská hrozba byla více akutní v oblasti západní části perimetru. Taktéž předpokládal, že Severokorejci mohou dosáhnout většího úspěchu postupem skrze hory. Na začátku srpna Severokorejci málem vyvedli Walkera z omylu, když 3 divize (5., 8. a 12., společně s 766. nezávislým pěším plukem) započaly masivní útok na pozice jihokorejské armády ve zmiňovaném sektoru. 12. srpna Severokorejci zaútočili v oblasti města Pchohang a taktéž začali ohrožovat letiště Yonil. Severokorejská 5. divize odřízla jihokorejskou 3. divizi nad Pchohangem, což donutilo vedení k její evakuaci na jih po moři. Generál Walker přeorganizoval jihokorejské jednotky v oblasti a doplnil je americkou 2. pěší divizí. K 17. srpnu se Jihokorejcům společně s americkou 2. divizí podařilo zastavit nepřátelský postup na Pchohang. Zastavení jejich postupu bylo nejen výkonu na bojišti, ale i v zásobování, jelikož Severokorejci měli roztažené zásobovací linie, které ke všemu procházely přes těžko průchozí hornatý terén.

### Tegu

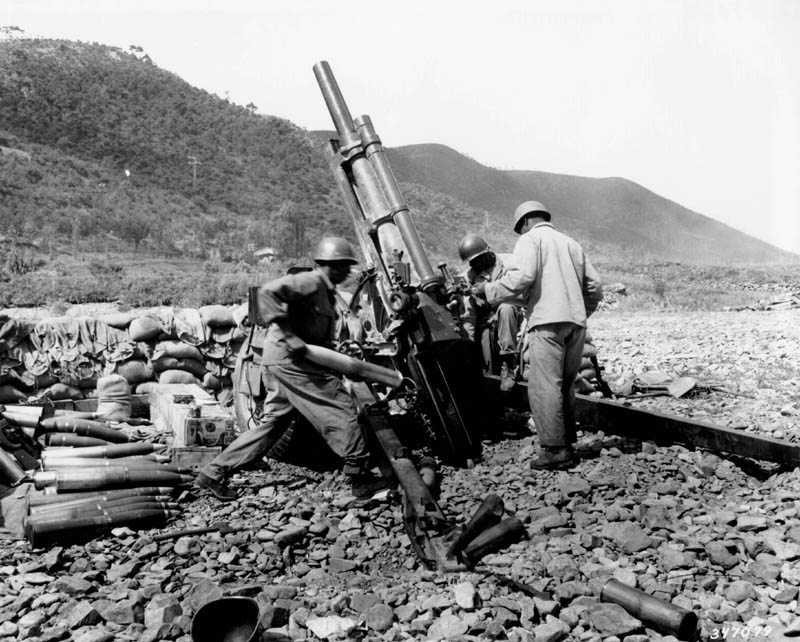
Americká 105mm houfnice M2A1 ostřeluje severokorejské pozice, 24. srpna

Přírodní koridor v údolí řeky Nakdonggang od Sangdžu k Tegu představoval další hlavní osu útoku pro severokorejské jednotky. Značné síly shromážděné okolo oblouku kolem Tegu na začátku srpna od jihu k severu se skládaly z 10. severokorejské divize, dále 3., 15., 13. a 1. divize a částí 105. obrněné divize. Proti Severokorejcům stála americká 1. jízdní divize a 1. a 6. divize jihokorejského druhého armádního sboru. Severokorejci překročili řeku Nakdonggang na několika místech v okolí města Tegu během druhého týdne srpna. Když několik nepřátelských děl začalo ostřelovat Tegu a granáty dopadly do města 18. srpna, prezident I Sung-man nařídil přemístit provinční korejskou vládu z Tegu do města Pusan. Hlavní hrozbou se staly postupující severokorejská vojska 1. a 13. divize k Tegu po cestách od severu a severozápadu. Generál Walker přemístil čerstvé síly v podobě 23. a 27. pěší divize z Nakdonggangského výběžku do oblasti 1. jihokorejské divize, aby jí posílil, jelikož ta stála hlavnímu náporu severokorejské 1. a 3. divizi operující v této oblasti. I když severokorejská 1. divize postoupila na vzdálenost 14 km od Tegu, společným úsilím jihokorejské I. divize a jednotek americké 23. a 27. pěchoty se podařilo zabránit proražení obrany a vniknutí do Tegu.

### Přeskupení jednotek
I přes to, že severokorejská lidová armáda výrazně ohrožovala Američany a Jihokorejce v průběhu bojů o Pusanský perimetr v rámci srpna 1950, obráncům se podařilo úspěšně bránit před nepřátelskými útoky a pokračovat ve shromažďování jednotek na protiofenzívu. Americké jednotky letectva Dálného východu nastolily nad bojištěm leteckou převahu brzy na počátku války a pokračovaly v nárůstu útoků ve snaze podporovat pozemní jednotky, celkem provedly 4635 náletů v červenci a 7397 v srpnu. Ke konci srpna se v oblasti Pusanského perimetru nacházelo již okolo 500 amerických středních tanků. Tanky v rámci jednotlivých tankových praporů byly stejnoměrně rozděleny tanky typu M26 Pershing a M4A3 Sherman, vyjma jednoho praporu složeného z novějších tanků typu M46 Patton. 1. září se pod velením OSN v Koreji nacházelo 180 000 vojáků; z toho 92 000 bylo Jihokorejců a zbytek připadal na Američany a Brity, kteří zde měli 1 600 mužů z Britské 27. pěší brigády. V srpnu Severokorejci pokračovali v plánu a taktice započaté v oblasti řeky Han na začátku července, kdy útok probíhal zadržením frontálního útoku, rozvinut útoku na křídlech a proniknutí do týlu. Jelikož ale americká Osmá armáda stabilizovala linie Pusanského perimetru, nebylo tudíž severokorejský plán již možné uskutečnit a severokorejský úspěch mohl přijít pouze po úspěšném frontálním útoku, proražení obrany a okamžitém rozvinutí útoku. Generálové MacArthur a Walker měli v rukou několik trumfů proti podobnému vývoji, které úspěšně využívali. Byly to kratší a zajištěné zásobovací linie umožňující snadné přeskupování jednotek do ohrožených oblastí, masivní dělostřelecká podpora a silná letecká převaha nad nepřítelem. K 1. září soustředili Severokorejci okolo 98 000 mužů v rámci rozsáhlé ofenzívy proti Pusanskému perimetru. Nicméně složení jejich armády tvořené z jedné třetiny z nevycvičených a násilím odvedených jihokorejských mužů s nedostatečnou výzbrojí a zásobováním.

### Září 1950

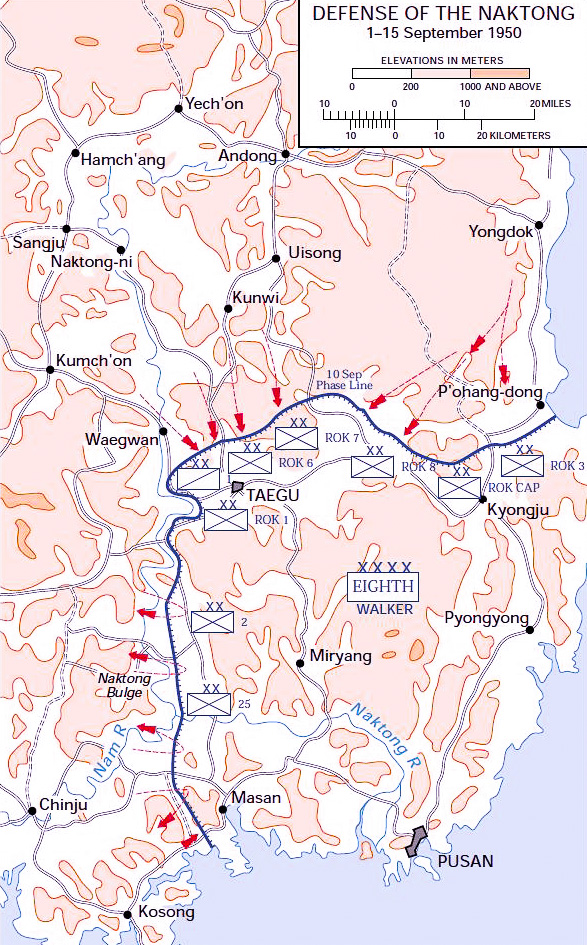
Mapa Nakdonggangské obranné linie, září 1950.

Na začátku září, podobně jako v průběhu srpna, čelil generál Walker nebezpečným situacím v těch samých oblastech, jako v případě předchozího měsíce. Jednalo se na východě o oblast okolo města Pchohang s možností možného přerušení koridoru mezi městy Tegu a Pchohang, severně od Tegu, kde nepřítel získal znepokojivé zisky, ve výběžku Nakdonggangu a v oblasti Masanu. Podobně jako v srpnu pokračoval generál Walker ve své úspěšné taktice přesouvání jednotek mezi ohroženými úseky fronty. Na začátku září jihokorejská 3., hlavní, 8. a 6. divize držela pozice proti severokorejské 5., 8., 12. a 15. divizi. Generálmajor John B. Coulter, nově jmenovaný zástupce velitele 8. armády, převzal americké jednotky ve východním sektoru. 24. divize a další podporující jednotky posílili jihokorejské divize. 7. září generál Church převelel Coultera jako amerického velitele ve východním sektoru. Následný jihokorejský útok podporovaný americkým letectvem a námořnictvem způsobilo Severokorejcům výrazné ztráty. Severokorejská 1., 3. a 13. divize pokračovaly v útoku severně od Tegu proti americké 1. jízdní divizi, což donutilo 5. září generála Walkera přemístit velitelství 8. armády z Tegu do Pusanu. 1. jízdní divize následně útok Severokorejců odrazila, ale boje v této části bojiště trvaly až do polovičky září.
Na konci srpna Severokorejci taktéž plánovali zničující úder proti americké 2. a 25. divizi v jižní části Pusanského perimetru. Severokorejská 6. divize měla zaútočit skrze Haman, Masan a získat Kimhe vzdálený 24 km západně od Pusanu. Severokorejská 7. divize zaútočila severně od Masanské dálnice, stočit se doleva k řece Nakdonggang, počkat na 6. divizi napravo od ní a 9. divizi nalevo a poté pokračovat v útoku směrem na Pusan. Americká 25. pěší divize držela nejjižnější sektor od soutoku řek Nakdonggang a Nam k jižnímu pobřeží, zatímco americká 2. pěší divize byla situována v oblasti okolo Nakdonggang severně od 25. pěší. Severokorejská 9. divize čelila americké 2. pěší divizi v oblasti výběžku Nakdonggangu a jejím úkolem bylo obsadit města Mirjang a Samnangjin, čímž by přerušila ústupové cesty americké osmé armády mezi Tegu a Pusanem. Během prvního týdne září prorazila severokorejská 9. divize oblastí výběžku Nakdonggangu východně až k Jongsanu, ale následný protiútok americké 2. pěší divize společně s americkou 1. provizorní námořní brigádou zatlačila severokorejskou 9. divizi skoro zpět k řece Nakdonggang. 23. pěší z 2. divize zatlačila severokorejskou 2. divizi 10 km severně od Jongsanu u Čchangnjongu. Ve stejné době severokorejská 6. a 7. divize započaly silný útok proti americké 25. divizi. I přes výrazný útok a několik proražení obrany se nakonec podařilo nástup Severokorejců zastavit a Pusanský perimetr ubránit.

## Dohra
Během několika měsíců roku 1950 učinily Spojené státy americké velký skok od nepřikládání žádného strategického významu Koreji až po aktivní zapojení do boje. Americká armáda čítající 591 000 byla soustředěna v Západní Evropě očekávající hrozbu Sovětů a současně plnící povinnosti v okupované Evropě a na Dálném Východu. 4. divize pod dálnovýchodním velením MacArthura v Japonsku byly primárně zaměstnány povinnostmi spojenými s okupací této země a tak jejich bojeschopnost a připravenost pro boj byly velice nízké. Každá z těchto divizí byla podhodnocena o 7 000 mužů z plánovaného počtu 18 900 a žádná z nich nedostala nové vybavení od konce druhé světové války. MacArthur ke všemu nepodporoval plný vývoj jihokorejské armády a v roce 1948 navrhl částečně přetvořit jihokorejskou armádu na pořádkovou sílu. Když jihokorejský ministr obrany požádal v roce 1949 Ameriku o americké tanky M26 Pershing, byl jeho požadavek komisí KMAG zamítnut s odůvodněním, že se korejský terén nehodí pro tankové operace, což bylo zcela v rozporu s pozdějším postupem tanků sovětské konstrukce T-34, které úspěšné postupovaly jihokorejským územím na počátku války. Když se v roce 1949 stáhly americké jednotky z jižní Koreje, zanechaly za sebou vybavení pro jihokorejskou armádu o síle 50 000 mužů. Počet, který nebyl dostatečný pro úspěšné odražení případného nepřátelského útoku.
Spojené státy americké selhaly ve schopnosti předpovědět severokorejskou invazi a komise KMAG došla k nesprávnému závěru, že pokud by se tak stalo, byla by jihokorejská armáda schopna útok odrazit. Nicméně když útok započal, Spojené státy se rozhodly intervenovat na straně Jižní Koreje. Prezident Truman umožnil nasazení letectva a námořnictva od počátku konfliktu a přípravu a přesun pozemních sil do Koreje. Následná porážka amerických jednotek v bitvě u Osanu zdůraznila potřebu lepšího propojení činnosti obrněných jednotek a letecké podpory v rámci bojových operací.
MacArthur původně podcenil schopnosti a odhodlání Severokorejců, ale uvědomil si svoji chybu, když rozpoznal, že 4 americké divize na odražení invaze stačit nebudou. Spojené úsilí amerických a jihokorejských jednotek pod vedením generála Walkera podporované leteckou a námořní pomocí zpomalilo postup severokorejského útoku na jih. Tato fáze obranných bojů byla úspěšně ukončena ubráněním Pusanského perimetru, načež následovala protiofenzíva jednotek OSN v rámci vylodění v Inčchonu, která zatlačila Severokorejce zpět až do Severní Koreje. Boje o Pusanský perimetr si vyžádaly vysoké množství zraněných a padlých na obou stranách, americké ztráty dosáhly v půlce září 1950 4599 padlých v boji, 12 058 raněných, 401 zajatých a 2107 pohřešovaných v boji. Severokorejské ztráty byly vysoké jak v mužstvu tak i v tancích.